# Lovedu (peuple)
Pour les articles homonymes, voir Lovedu.
Le peuple  Lovedu, au nom complet ba Lobedu ba gaModjadji, également appelé Lobedu ou Balobedu, forme une tribu sud africaine du Sotho du Nord. Ils ont un royaume, constitué de plus de 150 localités rurales, dans la province du Limpopo, sur lequel règne la reine de la pluie. Il s'agit d'un peuple bantou d'Afrique australe établi en Namibie et en Afrique du Sud.

## Langue
La langue du peuple Lovedu est un dialecte du sotho du Nord, une langue bantoue, appelé khelobedu. Certains textes nomment cette langue le lovedu. Elle est grammaticalement similaire à d'autres langues Sotho-Tswana (en) et au tshivenda. Les Balobedu sont situés entre les Tsonga et le Sotho du Nord.
Le khelobedu évolue vers le sesotho, puisque c'est la langue des écoles de la région du Sotho du Nord. Cependant, la langue lovedu, originaire du nord, dans ce qui est aujourd'hui le Zimbabwe, contient des sons qui n'existent pas dans le sesotho.

## Ethnonymie
Selon les sources on observe plusieurs variantes : Balobedu, Balovedu, Khelobedu, Lobedu, Lobedus, Lovedus, Lubedu.

## Origines
Les Balobedu d'origine migrent du sud du Zimbabwe à leur emplacement actuel en Afrique du Sud, il y a 400 ans environ. Le village tribal central est Khehlakone dans le district de Balobedu.
Le peuple Lovedu est étroitement lié au royaume Rozwi (en) (1684–1834) créé par Changamire Dombo au Zimbabwe. Le pouvoir de la reine à faire venir la pluie est également proche du sanctuaire Njelele de BuLozvi  ou SiLozvi (dans l'actuel Matabeleland septentrional au Zimbabwe) : il est donc admis qu'il y ait un lien entre l'histoire des Balobedu et celle des Rozvi.
Les linguistes rapprochent le langage lobedu avec le kalanga, le nambya, un dialecte kalanga, le venda, Lemba, le shankwe, le nyubi, un dialecte shona éteint, et le karanga, en tant que langues des Rozwis et les relient par conséquent à leur histoire.

## Traditions
Les Balobedu ont leurs propres danses traditionnelles appelées khekhapa pour les femmes et dinaka pour les hommes. Le dinaka est une danse traditionnelle du Sotho du Nord.
Les Balobedu ont leur propre façon de louer et parler à leur Dieu. Ils s'assoient côte à côte en cercle dans leurs maisons et appellent les noms de leurs ancêtres.

## Reine
La reine de la pluie, ou Modjadji, est la reine héréditaire du peuple Lovedu. Elle utilise ses pouvoirs pour apporter la pluie sur les récoltes et dans les rivières, mais aussi le mauvais temps et les inondations pour protéger son peuple des ennemis. C'est la raison pour laquelle sa tribu n'a pas de guerriers. Le 12 juin 2005, la reine Makobo Modjadji meurt. Le frère de la défunte reine assure la régence car l'héritière, Masalanabo Modjadji, n'est encore qu'un bébé. Le président d'Afrique du Sud a reconnu Masalanabo comme héritière légitime et son couronnement, sous le titre de Masalanabo Modjadji VII, est annoncé pour le 12 mars 2025.

## Personnalité
- Master KG

## Source
- (en) Cet article est partiellement ou en totalité issu de l’article de Wikipédia en anglais intitulé « Lobedu people » (voir la liste des auteurs).